# Fingersmith (miniserie TV)
Fingersmith es una miniserie de dos partes producida por la BBC que se estrenó en televisión en 2005. La historia, adaptación de la novela nominada al Premio Man Booker Fingersmith (Falsa identidad), de Sarah Waters, relata el encuentro de dos mujeres muy diferentes y la locura que sucede como consecuencia. Fue dirigida por Aisling Walsh y protagonizada por Sally Hawkins, Imelda Staunton, Elaine Cassidy, Rupert Evans y Charles Dance.

## Reparto
- Sally Hawkins como Sue Trinder.
- Elaine Cassidy como Maud Lilly.
- Imelda Staunton como la señora Sucksby.
- Rupert Evans como Richard 'Caballero' Rivers.
- Charles Dance como Tío Lilly.
- Michelle Dockery como Betty.